# إدوارد أو. أندرسون
إدوارد أو. أندرسون (بالإنجليزية: Edward O. Anderson)‏ هو مهندس معماري أمريكي، ولد في 16 مايو 1891، وتوفي في 9 أغسطس 1977.

## معرض صور

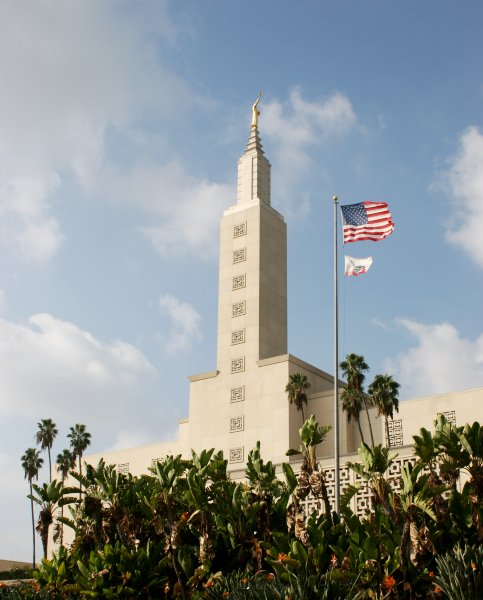
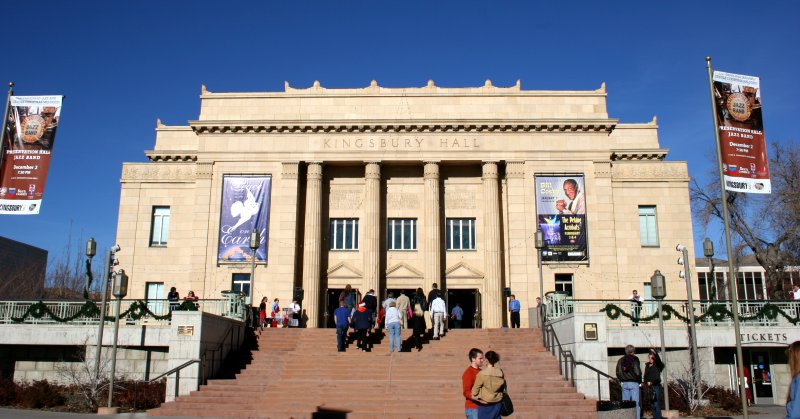
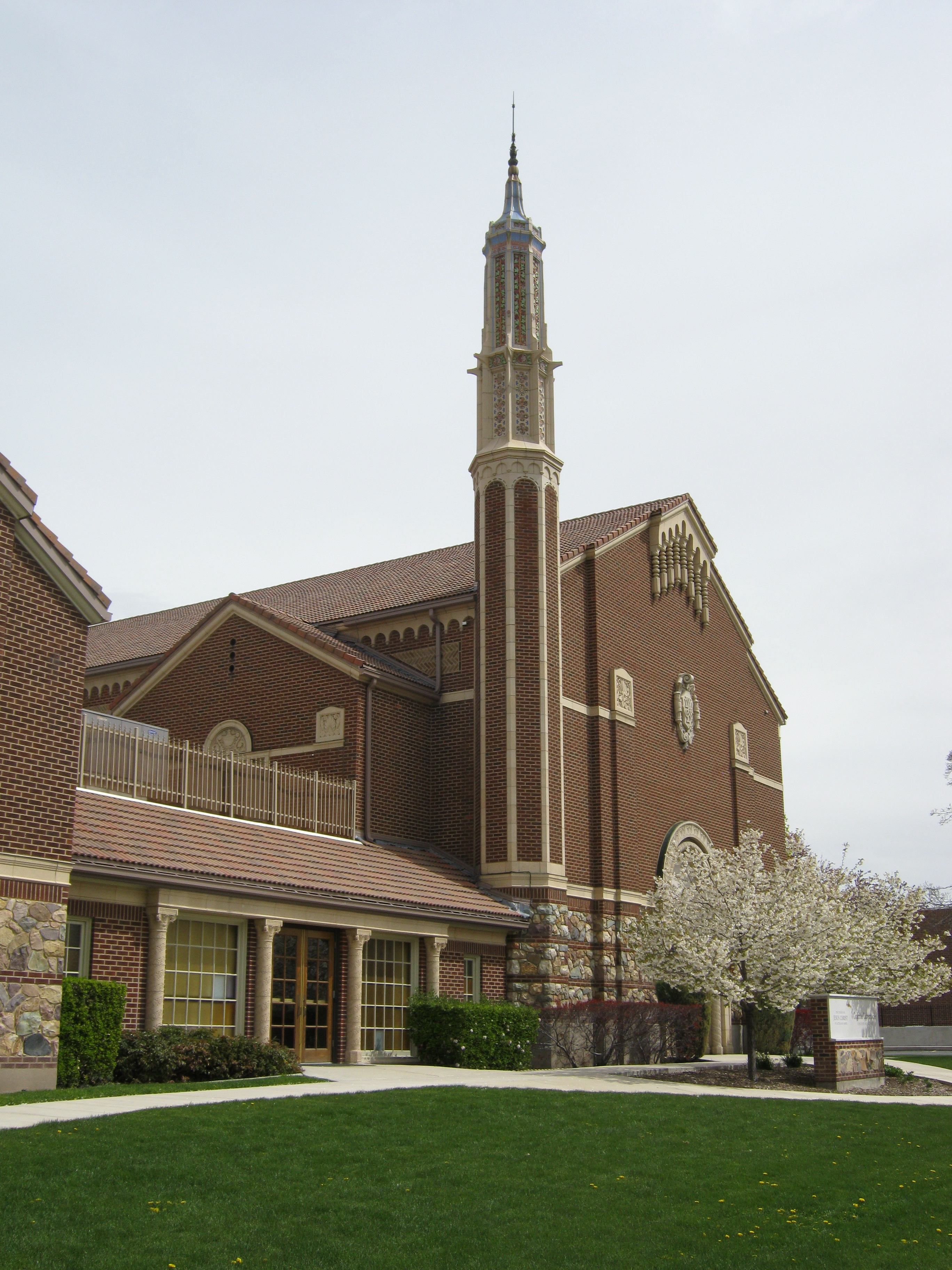
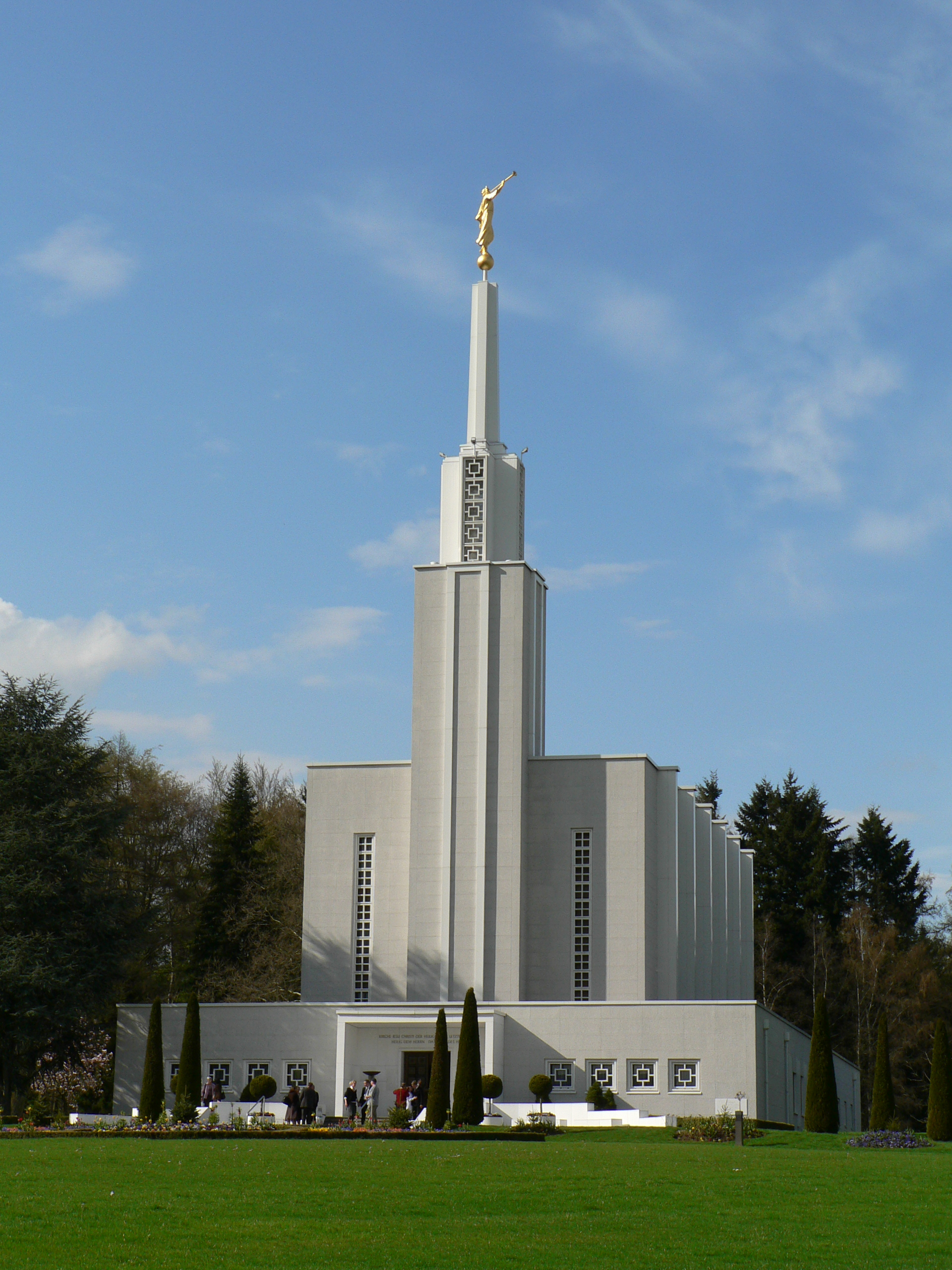
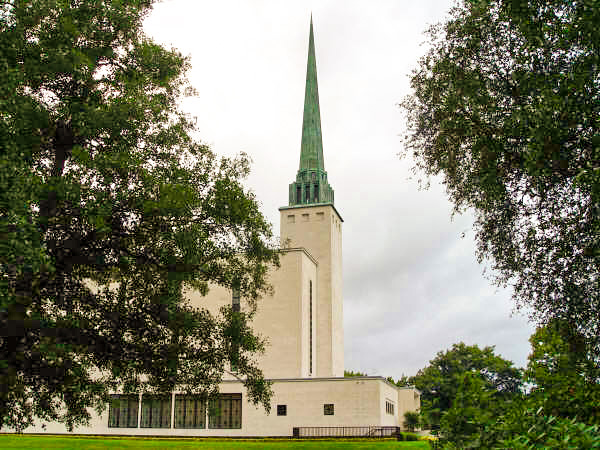